# Okomfo Anokye
Okomfo Anokye (ak: Ɔkͻmfoͻ Anͻkye) – tradycyjny duchowny, który w historii Aszanti zajmował pozycję jak Merlin w Anglii. Według szczepowej legendy sprowadził z niebios Złoty Stolec, by postawić go przed człowiekiem, który stałby się pierwszym królem Aszanti – Asantehene. To miejsce jest oznakowane do dzisiaj mieczem Okomfo Anokye zakopanym po rękojeść w ziemi na terenie szpitala Komfo Anokye Teaching Hospital. Legenda mówi, że królestwo Aszanti zostanie zniszczone jeżeli miecz kiedykolwiek zostanie usunięty.